# ハンドボルド・リーガエン (女子)
ハンドボルド・リーガエン（Håndboldligaen）は、デンマークにおけるハンドボールの女子トップリーグ。1936年に設立された。現在はキッチンメーカーのHTHが命名権を取得し、HTH GOリーガエン（HTH GO Ligaen）として開催されている。
2017-18年時のEHFランクは1位。

## 所属チーム
2018-19年シーズン
| チーム名                                     | 所在地                                                 | 前年度 |
| -------------------------------------------- | ------------------------------------------------------ | ------ |
| コペンハーゲン・ハンドボル                   | デンマーク首都地域コペンハーゲン市コペンハーゲン       | 1位    |
| オーデンセ・ハンドボル                       | 南デンマーク地域オーデンセ市オーデンセ                 | 2位    |
| ヘアニング＝イカスト・ハンドボル             | 中央ユラン地域イカスト＝ブランデ市イカスト             | 3位    |
| ニュク－ビン・ファルスタ・ハンドボルドクラブ | シェラン地域グルボソン市ニュクービン・ファルスタ       | 4位    |
| チーム・エスビェア                           | 南デンマーク地域エスビェア市エスビェア                 | 5位    |
| ヴィボーHK                                   | 中央ユラン地域ヴィボー市ヴィボー                       | 6位    |
| スィルゲボー＝ヴォールKFUM                   | 中央ユラン地域シルケボー市シルケボー                   | 7位    |
| ラナスHK                                     | 中央ユラン地域ラナス市ラナス                           | 8位    |
| TTHホルステブロー                            | 中央ユラン地域ホルステブロー市ホルステブロー           | 9位    |
| オーフス・ユナイテッド                       | 中央ユラン地域オーフス市オーフス                       | 10位   |
| レンクービング・ハンドボル                   | 中央ユラン地域レンクービング＝スケアン市レンクービング | 11位   |
| アイアクス・コペンハーゲン                   | デンマーク首都地域コペンハーゲン市コペンハーゲン       | 12位   |
| EHオールボー                                 | 北ユラン地域オールボー市ナアアソンビュー               | 2部1位 |
| スカナボー・ハンドボル                       | 中央ユラン地域スカナボー市スカナボー                   | 2部2位 |